# Тит Лигарий
Тит Лига́рий (лат. Titus Ligarius; убит предположительно в конце 43 года до н. э.) — римский политический деятель, городской квестор, предположительно, в 56 году до н. э. Согласно одной из гипотез, стал жертвой проскрипционных убийств.

## Биография
Тит Лигарий был уроженцем сабинского края и одним из трёх братьев — наряду с Квинтом Лигарием и ещё одним братом, возможно, носившим преномен Гай или Публий. Все трое вошли в состав высшего сословия, став «новыми сенаторами». При этом хорошими связями и влиянием они не обладали. Возможно, братья являются единственными известными истории носителями номена Лигарий (Ligarius). Их отец не фигурирует в источниках, их мать была сестрой некоего Тита Брокха.
Главный источник, рассказывающий о Тите Лигарии, — речь Марка Туллия Цицерона в защиту его брата Квинта, произнесённая в 46 году до н. э. Из этой речи известно, что Тит занимал должность городского квестора (наиболее почётный пост в квесторской коллегии) в те времена, когда между Цицероном и Гаем Юлием Цезарем были хорошие отношения. Согласно гипотезе Фридриха Мюнцера, это 56 год до н. э., когда сенат по предложению Цицерона выделил деньги на содержание галльской армии. Лигарий в качестве квестора продемонстрировал готовность сотрудничать с Цезарем.
В годы гражданской войны между Цезарем и Гнеем Помпеем Тит занимал нейтральную позицию и находился в Риме. Один из его братьев, Квинт, воевал против Цезаря в Африке; там он был взят в плен и получил пощаду, но не разрешение вернуться домой (46 год до н. э.). Тит и третий брат активно хлопотали за него в Риме, получив поддержку со стороны Цицерона. Последний в одном из своих писем Квинту рассказывает о встрече с Цезарем, во время которой Лигарии лежали у ног диктатора. Просителям почти удалось добиться своего, но Квинт Лигарий был заочно привлечён к суду по обвинению в государственной измене. Братья присутствовали на процессе; Цицерон, выступавший в качестве защитника, говорил об их взаимной преданности и любви, напоминал Цезарю о благодарности, которую он должен испытывать по отношению к Титу. В итоге Квинт Лигарий был оправдан и вскоре смог вернуться домой.
Позже Тит через Марка Юния Брута консультировал Цицерона, помогая ему готовить текст речи «В защиту Квинта Лигария» к изданию. В частности, он обратил внимание оратора на одну его ошибку: Цицерон упоминает в речи некоего Луция Корфидия как живого человека, но тот ко времени процесса уже был мёртв.
Квинт Лигарий в начале 44 года до н. э. принял участие в убийстве Цезаря. Тит в связи с этими событиями не упоминается, но позже он, по-видимому, всё равно стал одной из жертв цезарианского террора. Аппиан упоминает двух братьев Лигариев, которые были включены в проскрипционные списки и некоторое время прятались у себя дома под печкой. Их выдали собственные рабы; один был убит, а второй смог бежать и бросился с моста в реку. Лигария выловили рыбаки, решившие, что это обычный самоубийца. Когда он пытался объяснить им, кто он такой, его заметили охранявшие мост солдаты и убили.